# John Blyth

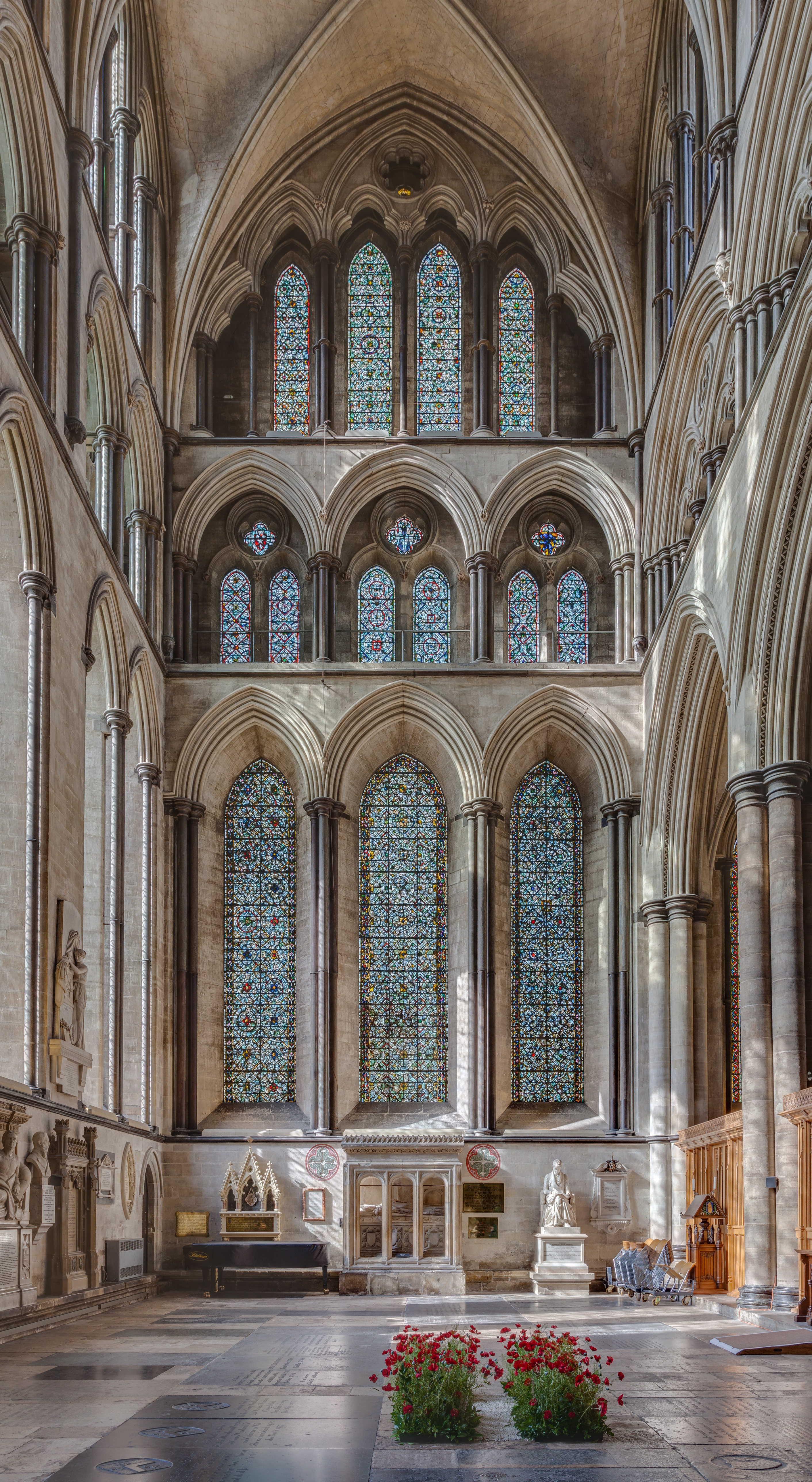
Transept nord de la cathédrale de Salisbury, avec la tombe de John Blyth au centre.

John Blyth ou John Blythe est un religieux anglais né en 1450 et mort le 23 août 1499. Il est évêque de Salisbury de 1493 à sa mort.

## Biographie
Archidiacre de Richmond de 1485 à 1493 et Master of the Rolls (haut magistrat de la Cour d'Appel) du 5 mai 1492 au 13 février 1494[réf. souhaitée], Blyth est nommé à la tête du diocèse de Salisbury le 13 novembre 1493 et consacré évêque le 23 février de l'année suivante. Il meurt le 23 août 1499.
Il est le frère de Geoffrey Blythe, évêque de Lichfield et Coventry.